# Forsteronia rufa
Forsteronia rufa är en oleanderväxtart. Forsteronia rufa ingår i släktet Forsteronia och familjen oleanderväxter.

## Underarter
Arten delas in i följande underarter:
- F. r. gardneri
- F. r. rufa